# Weki Meki
Weki Meki (Hangul: 위키미키; también conocido como WEME (위미); anteriormente conocido como i-Teen Girls) fue un grupo femenino surcoreano formado por la empresa Fantagio Entertainment en 2017.
Cuatro miembros del grupo aparecieron en el programa de supervivencia de la televisión, Produce 101, y como ganadoras finales, las miembros Choi Yoo-jung y Kim Do-yeon debutaron como parte del grupo proyecto de chicas I.O.I hasta enero de 2017. El grupo estaba formado por ocho miembros: Suyeon, Elly, Yoojung, Doyeon, Sei, Lua, Rina y Lucy.
El grupo debutó oficialmente el 8 de agosto de 2017. El grupo se disolvió oficialmente en agosto de 2024 debido a la finalización de los contratos de sus integrantes.

## Historia

### Predebut
Las integrantes comenzaron como aprendices de Fantagio i-Teen, un programa de desarrollo de talentos para novatos de Fantagio Entertainment, y eran conocidas como i-Teen Girls.
En 2015, las integrantes de i-Teen Girls, Kim Do-yeon, Choi Yoo-jung, Lua, Lucy y Elly (así como las ex aprendices Chu Ye-jin y Lee Soo-min) tuvieron numerosos cameos durante el predebut en el web drama de sus compañeros de sello Astro.
Elly, Yoojung, Doyeon y Sei (entonces bajo LOUDers Entertainment) compitieron en el programa de televisión de supervivencia de Mnet Produce 101, que se transmitió del 22 de enero al 1 de abril de 2016. Yoojung y Doyeon fueron clasificadas en el Top 11 finalista y debutaron en el grupo proyecto de chicas I.O.I con su primer EP Chrysalis el 4 de mayo de 2016.
El día 22 de marzo fueron revelados los rostros de todas las integrantes oficiales del grupo, siendo 8 miembros confirmadas para formar parte de Weki Meki.
El día 6 de julio, Fantagio Entertainment reveló que el nombre del grupo sería Weki Meki.

### 2017-2018: Debut conWeme,LuckyyKiss, Kicks
El 10 de julio de 2017, Fantagio fijó la fecha de lanzamiento de su próximo álbum para el 8 de agosto de 2017, confirmando que se llevaría a cabo un showcase para celebrar el lanzamiento. También lanzaron un póster con los números 888.
Weki Meki lanzó su obra extendida debut, Weme , el 8 de agosto de 2017. El EP contiene seis pistas con el sencillo principal titulado "I Don't Like Your Girlfriend". El álbum también incluye letras escritas por Choi Yoo-jung. Un mes después, se lanzó físicamente una "Versión B" limitada de su EP debut. En noviembre, según Gaon Music Chart , el EP vendió más de 47 000 copias físicas desde su lanzamiento y marcó el álbum más vendido de un grupo de chicas que debutó en 2017. 
El 1 de febrero de 2018, un programa de telerrealidad llamado "Weki Meki, mohae?"  estrenada en YouTube. El programa tuvo un total de 60 episodios y duró hasta el 1 de abril de 2018. El programa siguió a las chicas en su campaña de 60 días para convertirse en un ídolo completo.
El 21 de febrero de 2018, Weki Meki lanzó su segunda obra extendida titulada Lucky. El álbum presenta un total de seis canciones, incluido el sencillo principal "La La La" y "Butterfly", siendo esta última una nueva versión de una banda sonora original de la película deportiva de 2009 Take Off, que el grupo lanzó en apoyo de los Juegos Olímpicos Winter 2018. 
Weki Meki lanzó su primer álbum sencillo Kiss, Kicks el 11 de octubre de 2018. El álbum presenta un total de tres pistas, incluido el sencillo principal "Crush" con partes de rap en el álbum escritas por el miembro Yoo-jung.

### 2019:Lock End LOLyWeek End LOL
El grupo lanzó su segundo álbum sencillo Lock End LOL el 14 de mayo, incluido el sencillo principal "Picky Picky". 
El 8 de agosto, el grupo lanzó Week End LOL , una versión reempaquetada de su álbum anterior, con el sencillo principal "Tiki-Taka (99%)" junto con las tres pistas del último álbum. 

### 2020: Avance continuo conHide and SeekyNew Rules
El 6 de febrero, Fantagio Music confirmó que el grupo regresará con el álbum sencillo digital Dazzle Dazzle el 20 de febrero de 2020 y confirmó que la integrante Yoojung se unirá después de su pausa en octubre de 2019. 
El 29 de mayo, Fantagio lanzó una imagen teaser para el tercer EP del grupo, Hide and Seek , que se lanzó el 18 de junio de 2020. Consta de cinco canciones, incluida la canción principal "Oopsy" y el sencillo lanzado anteriormente.
El 8 de octubre, Weki Meki lanzó su cuarto EP, New Rules, con cinco canciones, incluida la canción principal "Cool" y su versión en inglés "100 Facts", que es su primera canción en inglés. 

### 2021-2024:I AM ME,CoinciDestinyy disolución
El 8 de noviembre de 2021, Weki Meki anunció que harán comeback el día 18 de noviembre. Este será su quinto miniálbum y llevará el nombre de I AM ME. La canción principal se llamará Siesta y la b-side track One Day (coescrita y cocompuesta por Suyeon)
El 7 de junio de 2024, Fantagio lanzó una imagen teaser para el segundo y último sencillo digital de Weki Meki, "CoinciDestiny", que se lanzaría el 12 de junio. Además, se anunció que Weki Meki se disolvería después de lanzar su último sencillo. El 12 de junio, se lanzó el video musical de "CoinciDestiny". El 16 de agosto, Fantagio anunció que Weki Meki había terminado sus actividades el 8 de agosto y que las integrantes Elly, Sei, Lua, Rina y Lucy también se marcharon de la agencia tras la expiración de sus contratos, mientras que Suyeon, Yoojung y Doyeon todavía estaban en conversaciones sobre la renovación de sus contratos. Finalmente, todos los contratos de las integrantes finalizaron y el grupo se terminó disolviendo.

## Exmiembros
| ExMiembros       | ExMiembros           | ExMiembros           | ExMiembros                         | ExMiembros                          | ExMiembros                                                                  |
| Nombre artístico | Nombre de nacimiento | Nombre de nacimiento | Fecha de nacimiento                | Lugar de nacimiento                 | Posiciones                                                                  |
| Nombre artístico | Romanización         | Hangul               | Fecha de nacimiento                | Lugar de nacimiento                 | Posiciones                                                                  |
| Nombre artístico | Romanización         | Hanja                | Fecha de nacimiento                | Lugar de nacimiento                 | Posiciones                                                                  |
| ---------------- | -------------------- | -------------------- | ---------------------------------- | ----------------------------------- | --------------------------------------------------------------------------- |
| Suyeon (수연)    | Ji Soo-yeon          | 지수연 池秀娟        | 20 de abril de 1997 (27 años)      | Corea del Sur                       | Líder, vocalista principal, bailarina y visual                              |
| Elly (엘리)      | Jung Hae-rim         | 정해림 鄭海琳        | 20 de julio de 1998 (26 años)      | Corea del Sur                       | Vocalista, rapera y bailarina                                               |
| Yoojung (유정)   | Choi Yoo-jung        | 최유정 磪有情        | 12 de noviembre de 1999 (25 años)  | Guri, Gyeonggi, Corea del Sur       | Rapera principal, bailarina principal, vocalista e imagen del grupo         |
| Doyeon (도연)    | Kim Do-yeon          | 김도연 金度延        | 4 de diciembre de 1999 (25 años)   | Bupyeong-gu, Incheon, Corea del Sur | Vocalista principal, rapera, bailarina principal, visual principal y centro |
| Sei (세이)       | Lee Seo-jeong        | 이서정 李書靜        | 7 de enero de 2000 (25 años)       | Corea del Sur                       | Vocalista, rapera y bailarina                                               |
| Lua (루아)       | Kim Soo-kyung        | 김수경 金秀經        | 6 de octubre de 2000 (24 años)     | Corea del Sur                       | Bailarina principal, vocalista ocasional y rapera principal                 |
| Rina (리나)      | Kang So-eun          | 강소은 姜昭恩        | 27 de septiembre de 2001 (23 años) | Corea del Sur                       | Bailarina, rapera y vocalista                                               |
| Lucy (루시)      | Noh Hyo-jung         | 노효정 盧孝靜        | 31 de agosto de 2002 (22 años)     | Corea del Sur                       | Rapera, bailarina principal, vocalista, visual y maknae                     |

## Discografía

### Colaboraciones
| Título                                               | Año  | Posiciones en las listas | Ventas (Descargas) | Álbum               | Miembros                   |
| Título                                               | Año  | KOR                      | Ventas (Descargas) | Álbum               | Miembros                   |
| ---------------------------------------------------- | ---- | ------------------------ | ------------------ | ------------------- | -------------------------- |
| "Pick Me" (con Produce 101 contestants)              | 2015 | 9                        | - COR: 893,723+    | -                   | Yoojung, Doyeon, Elly, Sei |
| "Yum Yum" (con 7 Go Up)                              | 2016 | 14                       | - COR: 213,984+    | 35 Girls 5 Concepts | Yoojung                    |
| "같은 곳에서 (In the Same Place)" (con Girls On Top) | 2016 | 8                        | - COR: 264,063+    | 35 Girls 5 Concepts | Doyeon                     |